# Frank Hornung
Frank William Hornung (* 16. Januar 1948 in Soltau; † 27. Januar 2019 in München) war ein deutscher Schauspieler und Maler.
Er wurde vor allem durch seine Rolle als Rupert in der Sendung Pumuckl TV bekannt. 1974 verkörperte er die Rolle Alois in dem Ulli-Lommel-Film Jodeln is ka Sünd.
Seine Bilder, die von langen Aufenthalten in Bali und Indonesien inspiriert sind, wurden u. a. in Ausstellungen in München, Italien und Frankreich gezeigt.
Er wurde auf dem Münchner Westfriedhof bestattet.